# Kultur von San Jerónimo

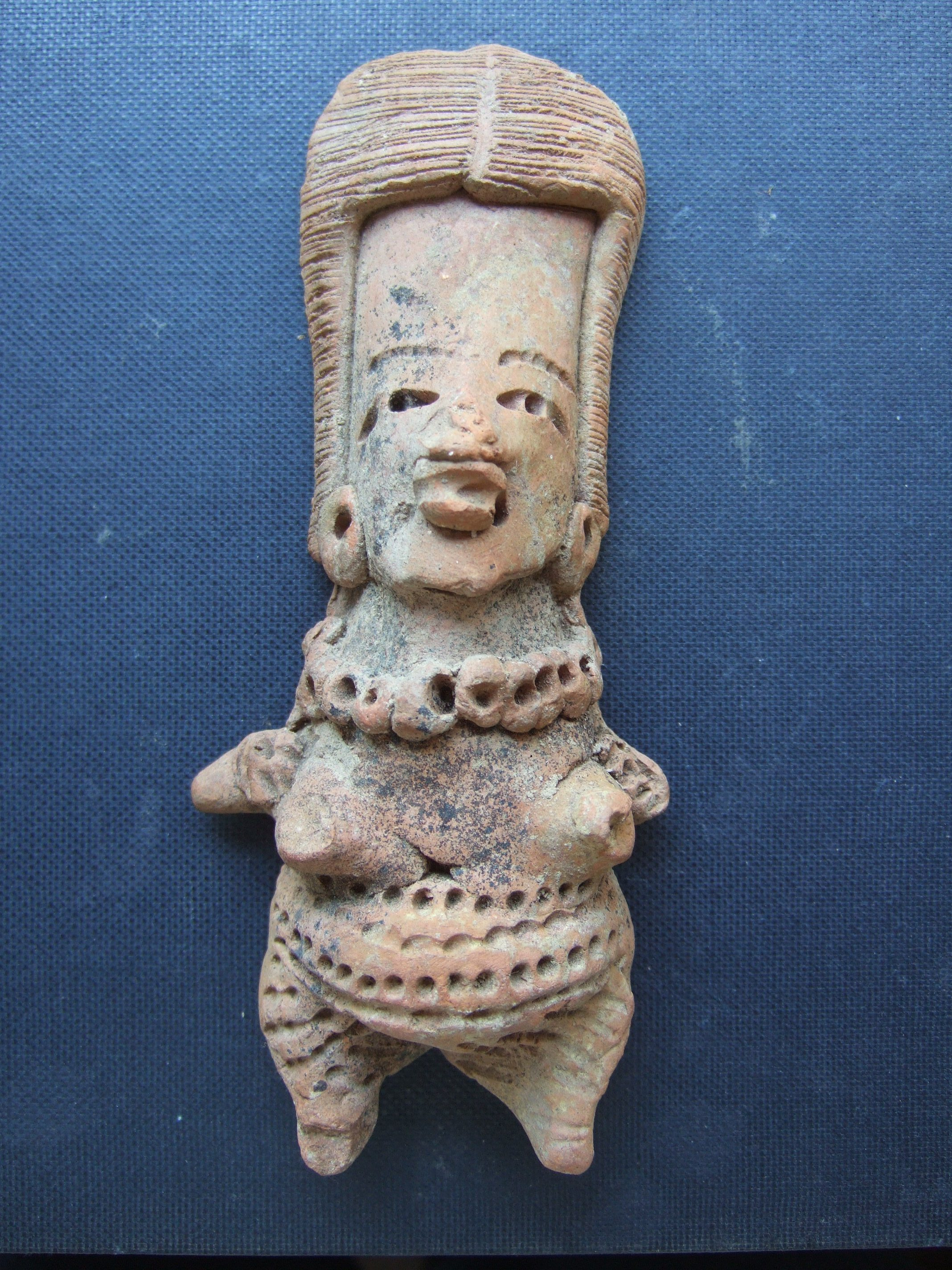
Tonfigürchen der San Jerónimo Kultur. Höhe: 15,5 cm

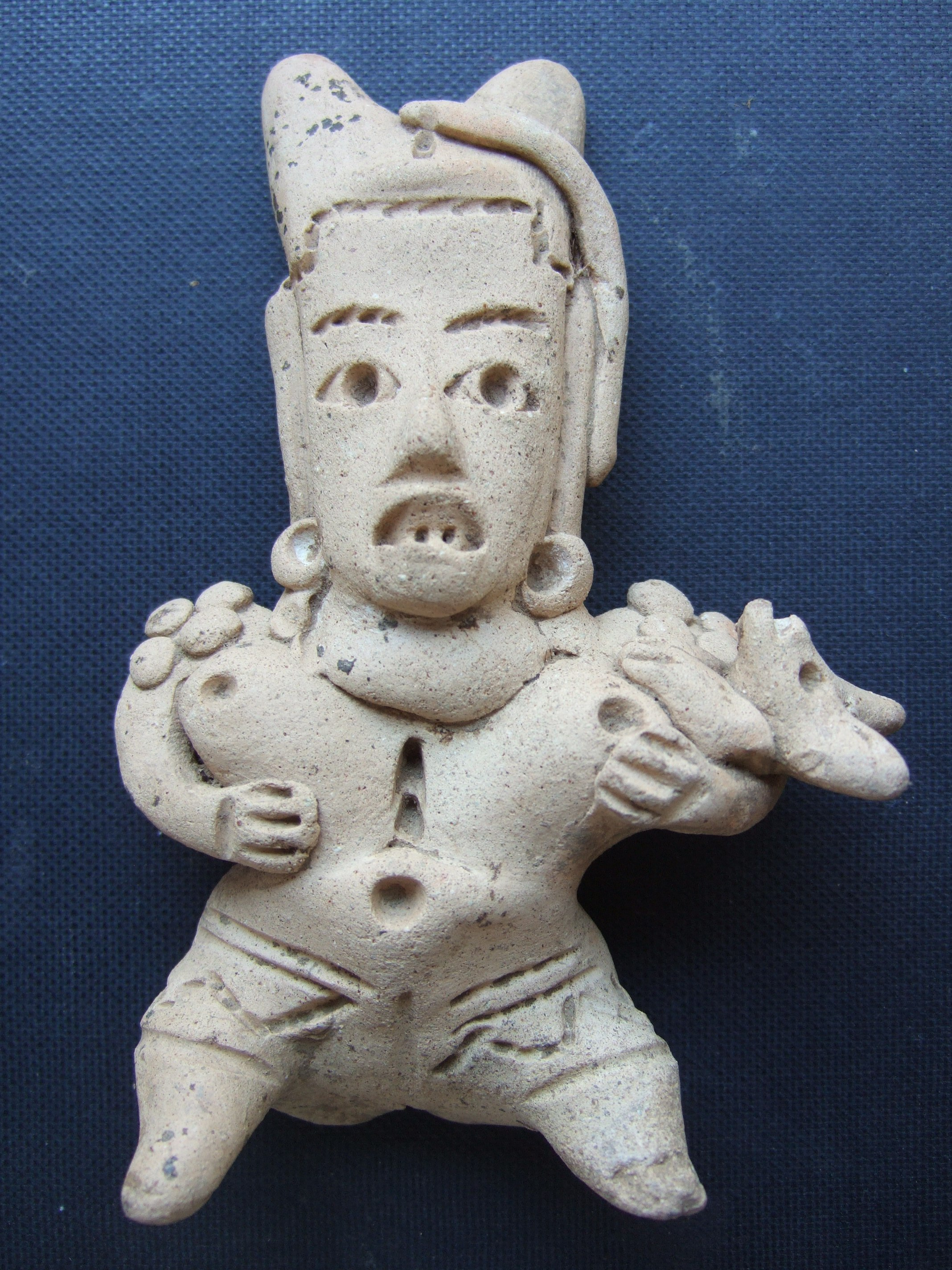
Tonfigürchen der San Jerónimo Kultur. Höhe: 12,5 cm

Die Kultur von San Jerónimo blühte in präkolumbianischer Zeit an dem als „Costa Grande“ bekannten Abschnitt der Pazifikküste von Mexiko zwischen 300 v. Chr. und 300 n. Chr. und hat bisher die Aufmerksamkeit von Archäologen und Experten präkolumbianischer Kunst nur in geringem Maße gefunden.

## Name der Kultur
Die Kultur von San Jerónimo ist nach dem Ort San Jerónimo de Juárez an der Costa Grande benannt, dem zwischen den Städten Acapulco und Zihuatanejo liegenden Küstenabschnitt an der Pazifikküste von Südwestmexiko, welcher zum Bundesstaat Guerrero gehört.

## Keramik
Die hauptsächlichen Fundstücke, die dieser Kultur zugerechnet werden, sind kleine Keramikstatuen, die überwiegend junge Frauen darstellen und als Grabbeilagen dienten. Gewöhnlich haben die Figürchen einen überproportional großen Kopf mit hoher Stirn. Die Gesichter sind mit aufwändiger Haartracht gerahmt. Am übrigen überwiegend unbekleideten Körper sind Details wie Kniegelenk und Tätowierungen durch Einschnitte markiert; die Pupillen sind durch Vertiefungen dargestellt, während die Arme meist zu Stummeln verkürzt sind.

## Fundorte
Neben dem Gebiet von San Jerónimo finden sich Zeugnisse dieser Kultur auch im Umkreis anderer Orte der Costa Grande wie Coyuca de Benítez, Nuxco, Corral Falso und Tecpan de Galeana. Es handelt sich überwiegend um Zufallsfunde, die bei Erdarbeiten entdeckt oder während der Regenzeit frei gespült wurden. Systematische archäologische Ausgrabungen sind bislang nur wenige getätigt worden.

## Bibliographie
- Noguera, Eduardo: La Cerámica Arqueológica de Mesoamerica. Instituto de Investigaciones Antropológicos, Mexico, 1975.
- Pratt, Frances and Gay, Carlo: Ceramic Figures of Ancient Mexico. Guerrero, México, Guanajuato, Michoacán 1600 B.C. – 300 A.D., Akademische Druck- und Verlagsanstalt, Graz, 1979.
- Wuthenau, Alexander von: Altamerikanische Tonplastik. Holle Verlag, Baden-Baden, 1965.

## Weblink
- http://www3.nd.edu/~sniteart/collection/aztlan/index_pages/san_jeronimo_culture_guerrero.htm